# Сифонна
Сифо́нна — пасажирський залізничний зупинний пункт Луганської дирекції Донецької залізниці.
Розташований по факту на території Попаснянського району, але обслуговує західну околицю смт Донецький, Кіровська міська рада, Луганської області на лінії Родакове — Сіверськ між станціями Сентянівка (9 км) та Світланове (19км).
Через військову агресію Росії на сході Україні транспортне сполучення припинене.